# Low Orbit Ion Cannon

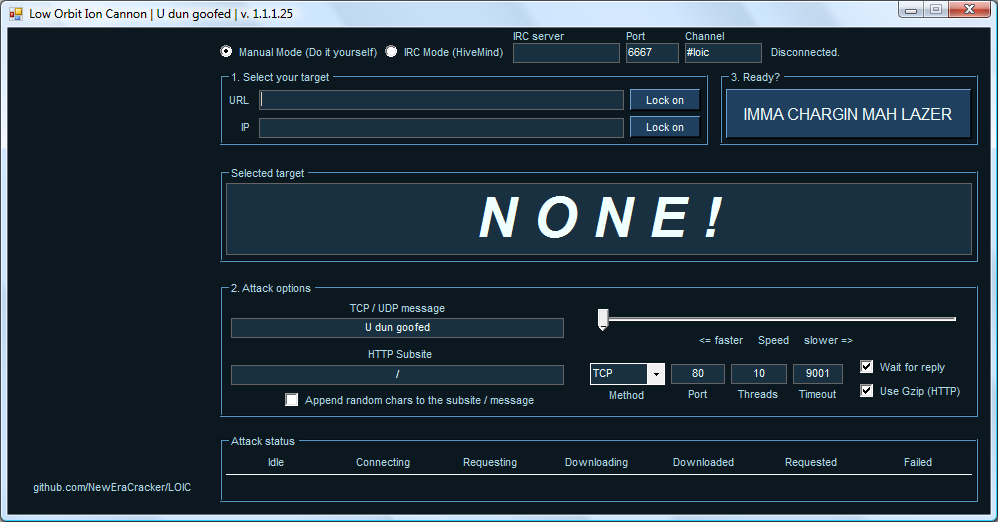
Bearbeiteter Screenshot der Applikation

Low Orbit Ion Cannon (LOIC, englisch für Ionenkanone in niedriger Umlaufbahn) ist ein Lasttest-Computerprogramm für Rechnernetze. Es erzeugt eine hohe Belastung beim Zielrechner, dessen Verhalten dann bis hin zum Versagen beobachtet werden kann. LOIC ist Open-Source-Software und gemeinfrei.
Der Name der Software bezeichnet eine fiktive Massenvernichtungswaffe aus dem Computerspiel Command & Conquer.

## Entwicklung und Einsatz
LOIC ist in C# geschrieben und wurde ursprünglich von Praetox Technologies entwickelt. Es führt eine Denial-of-Service-Attacke (DoS) gegen einen Zielrechner aus, indem es diesen mit TCP-Paketen, UDP-Paketen oder HTTP-Anfragen überflutet, um den jeweiligen Dienst oder den ganzen Rechner lahmzulegen. Schließen sich mehrere LOIC-Benutzer zusammen und greifen dasselbe Ziel an, spricht man von einer Distributed-Denial-of-Service-Attacke (DDoS), also von einem verteilten Angriff. Seine Bedeutung erlangt das Programm vor allem durch seine simple Bedienung, die geringe Anforderungen an die Fähigkeiten des Nutzers stellt.
In einer erweiterten Fassung (Version 1.1.1.3) von „NewEraCracker“ wurde dieses Werkzeug im Rahmen der Operation Payback dazu benutzt, die Online-Auftritte von Unternehmen wie Mastercard, Visa, PayPal und PostFinance, die WikiLeaks ihre Dienstleistungen versagt hatten, zeitweise lahmzulegen. Es wurde zwischen dem 8. und 10. Dezember 2010 mehr als 30.000 Mal heruntergeladen.
Diese Version lässt sich in den sogenannten „Hive Mode“ versetzen und sich dann per Internet Relay Chat zentral steuern. Damit erlaubt sie die Teilnahme an Angriffen ohne viel eigenes Zutun. Eine neue Implementierung in JavaScript namens „JS LOIC“ kann aus dem Browser heraus gestartet werden und reduziert die Anforderungen an die Fähigkeiten des Benutzers auf das Aufrufen einer Website und Drücken eines Buttons. Bei allen Versionen von LOIC kann die IP-Adresse allerdings relativ leicht nachverfolgt werden. Das ermöglicht die Identifizierung des Angreifers, wenn er nicht durch ein Anonymizer-Programm geschützt ist. Durch einen derartigen Schutz wird aber zumeist die Datenübertragungsrate so weit herabgesetzt, dass ein DoS-Angriff nicht mehr möglich ist.

## Rechtliche Situation
Die mit dem Programm durchführbaren DoS-Attacken sind in Deutschland mit einer Freiheitsstrafe von bis zu zwei Jahren oder Geldstrafe bedroht (Datenveränderung nach § 303a StGB), sofern man nicht selbst im Besitz des Zielsystems ist oder vom Besitzer autorisiert ist, die Angriffe durchzuführen (z. B. für Belastungstests).
Sobald der unautorisierte Angriff auf ein fremdes System Erfolg hat und die betroffene Seite nicht mehr erreichbar ist, erhöht sich die maximale Freiheitsstrafe auf drei Jahre (Computersabotage nach § 303b StGB). Außerdem können zivilrechtliche Ansprüche geltend gemacht werden.
Im Vereinigten Königreich droht sogar für das bloße Herunterladen des Programms eine Freiheitsstrafe von zwei Jahren.
In den Niederlanden steht auf das Teilnehmen an DDoS-Angriffen eine Haftstrafe von bis zu sechs Jahren.